# Епархия Бафаты
 Епархия Бафаты (лат. Dioecesis Bafatana) — епархия Римско-католической церкви c центром в городе Бафата, Гвинея-Бисау. Епархия Бафаты подчиняется непосредственно Святому Престолу.

## История
13 марта 2001 года Папа Римский Иоанн Павел II издал буллу «Cum ad fovendam», которой учредил епархию Бафаты, выделив её из епархии Бисау.

## Ординарии епархии
- епископ Carlos Pedro Zilli (13.03.2001 — 31.03.2021).